# Santa Teresa (Pérou)
Pour les articles homonymes, voir Santa Teresa.
Santa Teresa est une ville péruvienne de la région de Cuzco dans la province de La Convención. Il s'agit de la capitale du district de Santa Teresa.